# Industrija Motora Rakovica
 (janvier 2024).
La mise en forme du texte ne suit pas les recommandations de Wikipédia : il faut le « wikifier ».
Les points d'amélioration suivants sont les cas les plus fréquents. Le détail des points à revoir est peut-être précisé sur la page de discussion.
- Les titres sont pré-formatés par le logiciel. Ils ne sont ni en capitales, ni en gras.
- Le texte ne doit pas être écrit en capitales (les noms de famille non plus), ni en gras, ni en italique, ni en « petit »…
- Le gras n'est utilisé que pour surligner le titre de l'article dans l'introduction, une seule fois.
- L'italique est rarement utilisé : mots en langue étrangère, titres d'œuvres, noms de bateaux, etc.
- Les citations ne sont pas en italique mais en corps de texte normal. Elles sont entourées par des guillemets français : « et ».
- Les listes à puces sont à éviter, des paragraphes rédigés étant largement préférés. Les tableaux sont à réserver à la présentation de données structurées (résultats, etc.).
- Les appels de note de bas de page (petits chiffres en exposant, introduits par l'outil «  Source ») sont à placer entre la fin de phrase et le point final[comme ça].
- Les liens internes (vers d'autres articles de Wikipédia) sont à choisir avec parcimonie. Créez des liens vers des articles approfondissant le sujet. Les termes génériques sans rapport avec le sujet sont à éviter, ainsi que les répétitions de liens vers un même terme.
- Les liens externes sont à placer uniquement dans une section « Liens externes », à la fin de l'article. Ces liens sont à choisir avec parcimonie suivant les règles définies. Si un lien sert de source à l'article, son insertion dans le texte est à faire par les notes de bas de page.
- La présentation des références doit suivre les conventions bibliographiques. Il est recommandé d'utiliser les modèles {{Ouvrage}}, {{Chapitre}}, {{Article}}, {{Lien web}} et/ou {{Bibliographie}}. Le mode d'édition visuel peut mettre en forme automatiquement les références.
- Insérer une infobox (cadre d'informations à droite) n'est pas obligatoire pour parachever la mise en page.

Pour une aide détaillée, merci de consulter Aide:Wikification.
Si vous pensez que ces points ont été résolus, vous pouvez retirer ce bandeau et améliorer la mise en forme d'un autre article.
Industrija Motora Rakovica (cyrillique serbe : Индустрија Мотора Раковица - IMR) était une entreprise yougoslave, fondée en 1927 par les frères Dunđerski sous le nom de « Industrija Aeroplanskih Motora A.D. » pour fabriquer des moteurs d'avions.

## Histoire
Industrija Aeroplanskih Motora A.D. était une société privée, créée en 1927 par les frères Dunđerski en Yougoslavie, qui était alors un royaume, avec 50 % de capitaux étrangers, pour fabriquer des moteurs d'avions Gnome-Rhône sous licence.
Au milieu des années 1930, le royaume de Yougoslavie lance un important programme d'achat d'équipements et d'armes auprès de la Tchécoslovaquie afin de moderniser ses forces armées. 
En 1936, l'entreprise Industrija Aeroplanskih Motora A.D. est nationalisée, les dirigeants du pays la renomment Industrija Motora Rakovica et imposent un élargissement de la gamme de moteurs.
Lors de la 18e session du Conseil de défense du royaume, le 31 décembre 1937, pour satisfaire la demande de la défense, il a été décidé de se doter d'une production nationale de camions, c'est-à-dire de créer, en Yougoslavie, une industrie automobile. Un appel d'offres est lancé en 1938 pour choisir le camion qui serait fabriqué sous licence. C'est le Praga RN qui a été retenu. Le contrat stipulait la livraison de 800 exemplaires complets finis, la fourniture de véhicules à assembler localement en CKD et une licence globale pour fabriquer le modèle par un constructeur local à désigner.
L'assemblage de la première livraison en CKD est confiée à l'entreprise serbe "Industrija Motora Rakovica" (IMR) de Rakovica, près de Belgrade. Un nouvel atelier avait été construit à cet effet, inauguré le 24 octobre 1940, avec une capacité de production de 3 000 camions par an. La licence portait sur la version RN-8 du camion Praga RN, équipé d'un moteur à essence 6 cylindres en ligne, refroidi par eau, développant 51 chevaux.
À partir de 1940, la production complète sous licence du camion a commencé chez IMR. Cela ne dura pas longtemps avec l'invasion de la Yougoslavie par les troupes nazies, le 6 avril 1941, qui arrêtèrent la production jusqu'à la fin de la guerre pour faire produire des pièces de moteurs d'avions allemands.
Selon le plan d'origine, les éléments importés devraient être progressivement remplacés par des éléments de production nationale. La société Jasenice a.d. a fourni les éléments de carrosserie. Les 150 premiers camions ont été assemblés dans le bâtiment des moteurs d'avion puis, l'assemblage a été transféré dans le nouvel atelier jusqu'au 6 avril 1941. 
Après la libération de Belgrade, en novembre 1944, l'usine est passée sous la direction de l'Armée rouge et relance la production de moteurs automobiles et de pièces de rechange pour les camions soviétiques ZIS et GAZ (entreprise), mais réalise également la maintenance des moteurs d'avions M-105 et AM-38. Après la guerre, la nouvelle direction de l'usine reprend contact avec la société tchécoslovaque Praga, pour obtenir la licence de fabrication du camion Praga RN-13 de 3,5 tonnes qui sera commercialisé sous le nom de Pionir. Un premier prototype est construit le 20 octobre 1946 et 5 autres durant l'été 1947.
En 1947, 122 exemplaires ont été produits, 318 en 1949 et 422 en 1950, dernière année de fabrication chez IMR avant le transfert de toute la production de camions vers l'usine TAM de Maribor.
En 1949, la société doit s'orienter dans le machinisme agricole et commence la production de tracteurs agricoles. Les moteurs sont basés sur des modèles Perkins construits sous licence. Elle acquiert la licence pour fabriquer le tracteur italien Ansaldo TCA60 & 70.
En 1959, IMR acquiert la licence pour fabriquer les tracteurs italiens Landini, commercialisés sous le nom « Zadrugar 50//I ».
En 2009, IMR a signé un partenariat pour former une coentreprise avec le constructeur serbe IMT. En 2011, IMR a commencé à exporter ses tracteurs en CKD en Éthiopie pour y être assemblés localement. Ils ont également été commercialisés en Égypte sous la marque EAMCO. 
En 2015, IMR et IMT ont été déclarés en faillite.
La société a été déclarée en faillite et ses biens ont été vendus pour 9,16 millions d'euros le 30 septembre 2019 à un consortium composé de l'Institut pour le développement de la ville et de la société anonyme « Hempro » de Belgrade.

## Dénomination des tracteurs IMR
Les noms des modèles Rakovica indiquent leur puissance. La plupart des modèles disposaient de l'option DV (qui signifie en serbe : Dupla Vuča - 4x4). Le modèle le plus populaire a été le 65, mais la gamme comprenait les modèles 60, 65, 76, série Super avec carrosseries redessinées (47, 65, 76), 120/135 (avec des transmissions ZF) et, en production limitée, les tracteurs 65 12 BS et 75 12 BS.

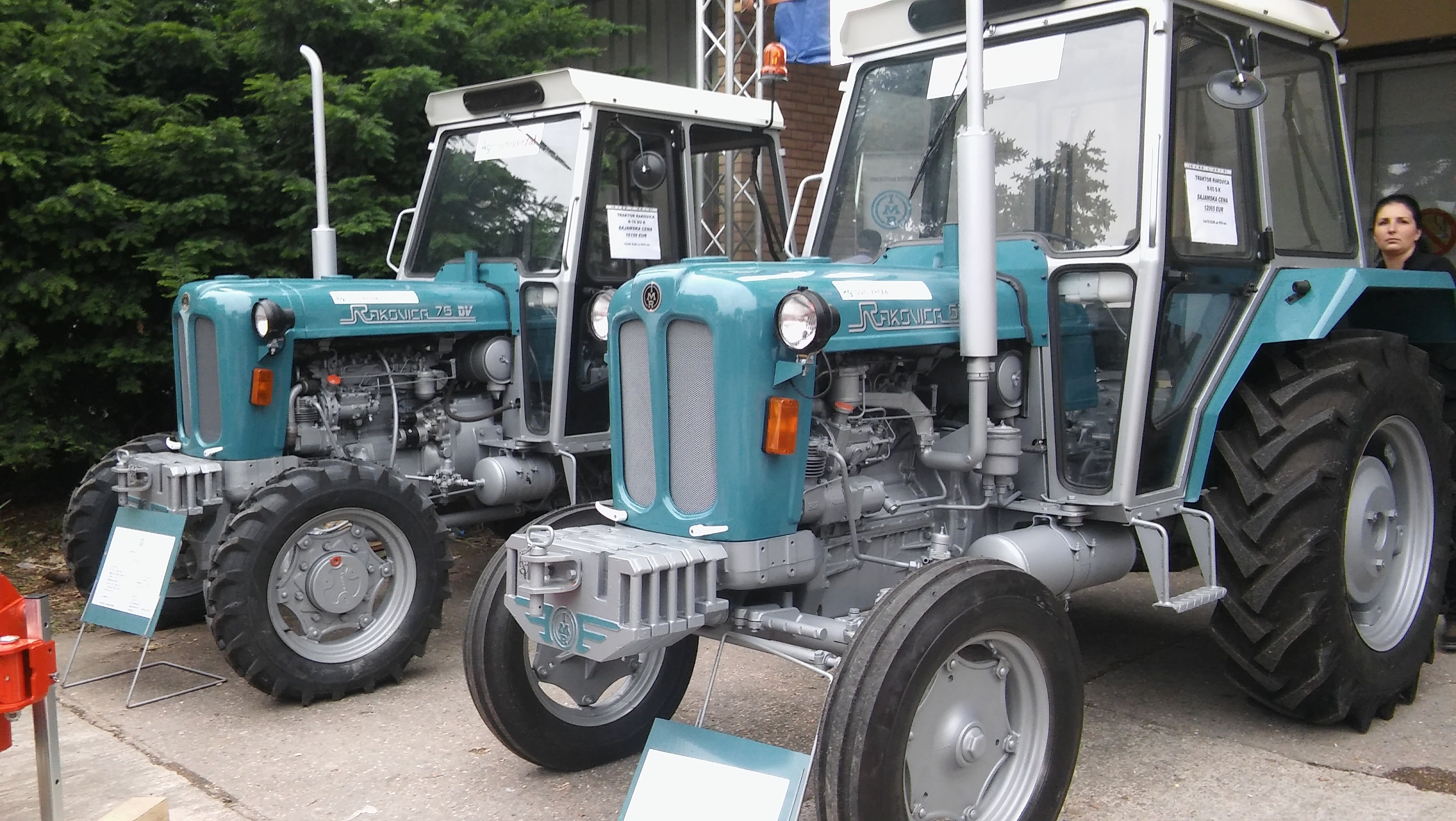
Les tracteurs Rakovica 76 DV et Rakovica 65 au Salon Novi Sad Agri de 2016

Au fil des années, IMR a également fabriqué quelques tracteurs conceptuels, notamment les
Rakovica 50 DV (tracteur Goldoni relooké), Rakovica Transporter (également un véhicule Goldoni relooké) et Rakovica R110 Turbo.

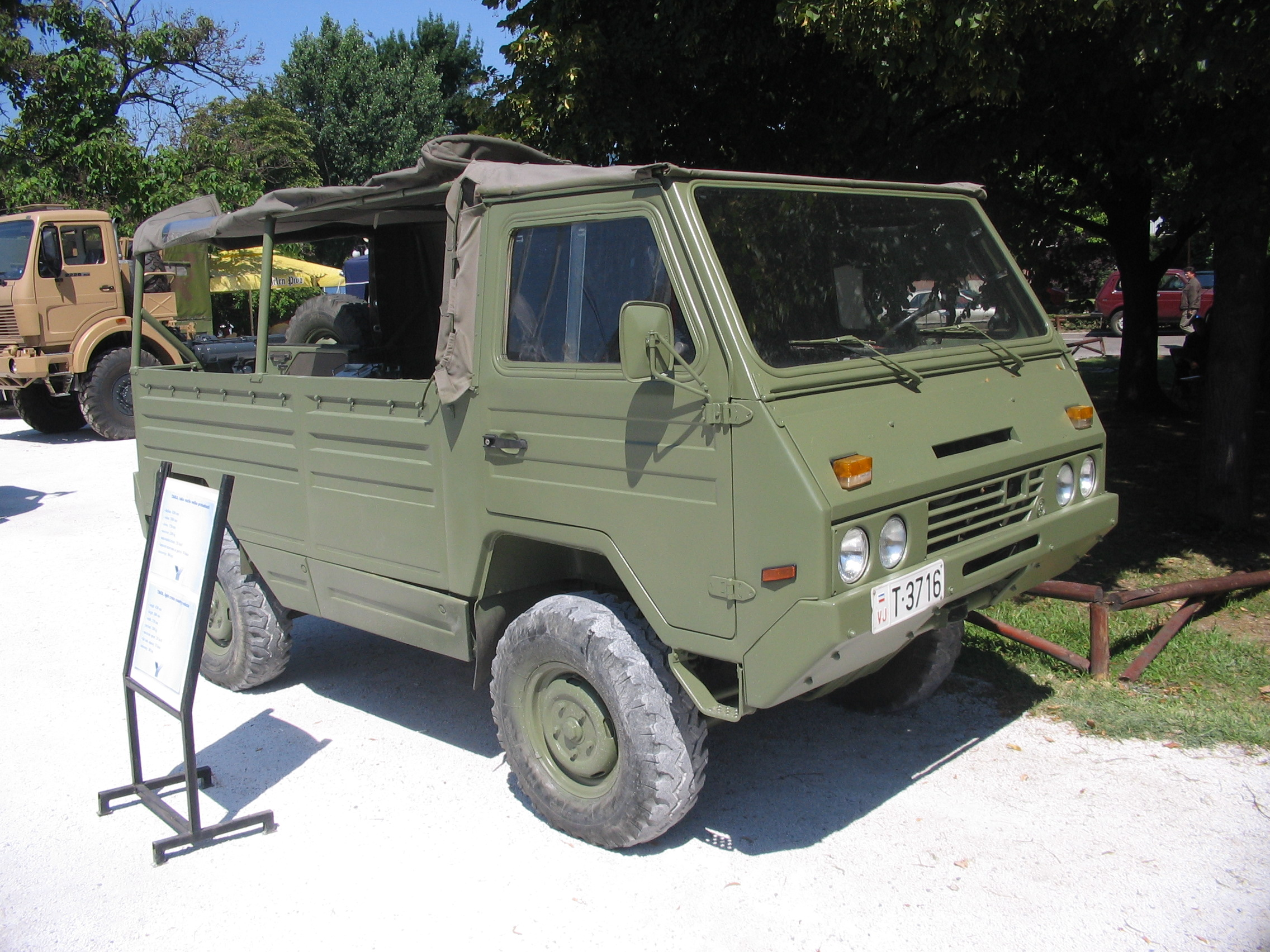
Petit utilitaire Tara 4x4

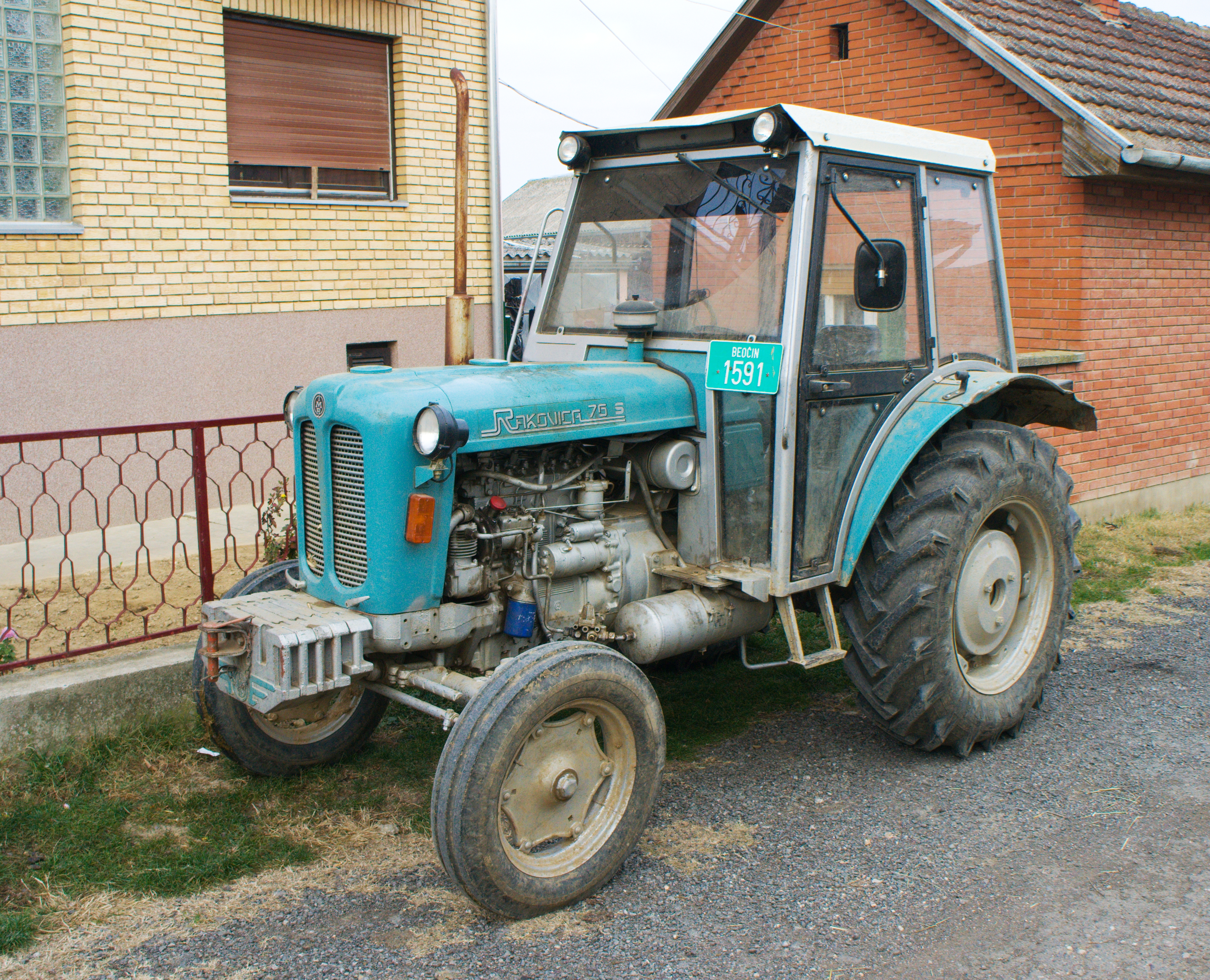
Tracteur agricole « Rakovica 76 »

## Histogramme de la société[5]
- 1927 - création de l'entreprise sous le nom de : « Industrija Aeroplanskih Motora A.D. »
- 1928 - « Jupiter » : premier moteur d’avion yougoslave construit sous licence Gnome-Rhône[6],
- 1936 - nationalisation et changement de raison sociale en « Industrija Motora Rakovica »,
- 1937 - début de la production d'une large gamme de moteurs types K-7, K-9 et NO14,
- 1940 - « Praga RN-8 » premier camion produit en Yougoslavie, assemblage en CKD du Praga RN,
- 1941-45 - fabrication d'éléments pour et sous le contrôle de la Wehrmacht,
- 1946 - début de la fabrication sous licence du camion « Pionir » sur la base du Praga RN-13,
- 1949 - « Zadrugar T-08 » premier tracteur yougoslave avec moteur à essence,
- 1949 - « Ansaldo TCA60 ad 70 », début de la fabrication sous licence du tracteur à chenilles italien Ansaldo, 300 exemplaires livrés complets et 1 200 exemplaires livrés en CKD pour assemblage local entre 1949 et 1952[7],
- 1954 - début de la production, sous licence Perkins, du moteur diesel série « IM-03 »,
- 1955 - début de la production du tracteur à moteur diesel « Zadrugar »
- 1959 - début de la fabrication sous licence Landini du tracteur « Zadrugar 50//I »,
- 1967 - début de fabrication sous licence Perkins du moteur diesel série « M3 » 3.152 & 4.203,
- 1967 - lancement du tracteur « Rakovica 60 » 1969 équipé d'un moteur diesel série « S4 » (licence Perkins 4.248, 6.354),
- 1976 - lancement du tracteur « Rakovica 60 super »,
- 1979 - lancement du tracteur « Rakovica 76 »,
- 1981 - production sous licence Perkins du moteur diesel série « DM3 » D3.152 & D4.203,
- 1981 - production du moteur diesel à grande vitesse « S54 » (développement interne IMR),
- 1982 - lancement du tracteur « Rakovica 120 » (« R135 turbo »),
- 1984 - lancement du tracteur « Rakovica 47 »,
- 1984 - production du moteur diesel de conception IMR « DM32 » 2 cylindres,
- 1985 - lancement du véhicule tout terrain « Tara 4x4 » (développement IMR),
- 1988 - lancement du tracteur « Rakovica R76DV » 4 roues motrices,
- 1997 - lancement du tracteur « Rakovica 95 » avec une transmission ZF, 24+8 vitesses synchronisées,
- 2003 - lancement des tracteurs « Rakovica 65/75-12BS » (développement IMR),
- 2004 - lancement du tracteur « Rakovica 110 » avec transmission ZF, 24+8 vitesses synchronisées,
- 2005 - lancement du tracteur « Rakovica 50 » (8+4 vitesses).